# 7775 Taiko
7775 Taiko eller 1992 XD är en asteroid i huvudbältet som upptäcktes den 4 december 1992 av de japanska astronomerna Yoshio Kushida och Osamu Muramatsu vid Yatsugatake-Kobuchizawa-observatoriet. Den är uppkallad efter den japanske amatörastronomen Taiko Takeuchi.